# Rio Comprido
Rio Comprido är ett vattendrag i Brasilien.   Det ligger i delstaten São Paulo, i den sydöstra delen av landet, 1 000 km söder om huvudstaden Brasília.
I omgivningarna runt Rio Comprido växer i huvudsak städsegrön lövskog.